# Iglesia de Nuestra Señora de los Remedios (Feira de Santana)
La iglesia de Nuestra Señora de los Remedios es un templo católico del siglo XVIII en Feira de Santana (Bahía, Brasil). Fue construida entre 1700 y 1705, probablemente para reemplazar a una iglesia anterior. Su campanario está rematado por una pirámide decorada con fragmentos de porcelana importada de Macao, un elemento habitual en las iglesias de Cachoeira. Fue catalogada como patrimonio estatal por el Instituto de Patrimonio Artístico y Cultural de Bahía en 2006.

## Historia
La iglesia es la estructura religiosa más antigua de Feira de Santana. Según la tradición oral, reemplazó a un pequeño templo dedicado a Nuestra Señora de los Remedios construido por personas esclavizadas, que rendían culto en espacios separados debido a la estricta segregación racial en el período colonial portugués. La capilla data de entre 1700 y 1705, y, aunque no está confirmado, las baldosas de porcelana del campanario fueron un regalo del industrial Joaquim Pedreira de Cerqueira (1799-1873). En el siglo XIX, la capilla se utilizó tanto para funciones religiosas como seculares; fue sede de reuniones del Ayuntamiento y de los Tribunales de Jurados, elecciones, así como celebraciones litúrgicas a gran escala. El emperador Pedro II visitó la iglesia el 7 de noviembre de 1859, como parte de su gira por la región nordeste de Brasil.
La fachada de la iglesia fue posiblemente alterada en gran medida en 1917. Los portales del nivel inferior presentaban arcos en fotos de finales del siglo XIX, pero en la actualidad son cuadrados. El edificio tuvo tres renovaciones posteriores en el siglo XX: la primera a principios de la década de 1930 en el presbiterio y el púlpito; la segunda en 1988 en las paredes interiores y la instalación de un nuevo sistema eléctrico; y una tercera en 1997 en la totalidad de la iglesia, incluida su imaginería y el mobiliario interior.

## Arquitectura
El edificio es de planta rectangular irregular de dos pisos, con una superficie de 625 metros cuadrados. A la izquierda se encuentra el cuerpo de la iglesia y a la derecha un amplio y bajo campanario y un patio. Ambas partes son de diferentes estilos y pueden haber sido construidas en diferentes períodos. La fachada de la iglesia está dividida en dos niveles horizontalmente, con tres portales sencillos en el nivel inferior, con tres ventanas correspondientes a nivel del coro y una balaustrada. También presenta un frontón con volutas con un óculo en el centro, rematado por un pequeño crucifijo.

### Campanario
El campanario es robusto y de gran proporción en relación con la iglesia. No tiene portal a nivel del suelo y está dividido en un nivel inferior y otro superior por una pequeña ventana con balaustrada. El campanario está rematado con una pirámide ornamentada cubierta de fragmentos de porcelana importada de Macao, similar a las que se encuentran en varias iglesias de Cachoeira. Las campanas fueron trasladadas desde la plantación Ilicuritiba y donadas por Felipe Benício Teles Barreto, un hacendado de origen portugués.

### Interior
La iglesia tiene una sola nave y presbiterio. La nave tiene paredes de yeso y suelo de baldosas, instalado en el siglo XX. Cuenta con un amplio arco del presbiterio con nichos a ambos lados en lugar de capillas laterales. Un corredor lateral detrás del campanario proporciona acceso a la sacristía, que ocupa la parte trasera del piso inferior de la iglesia. Una serie de grandes arcadas conectan la nave y el presbiterio con el corredor lateral.
A la izquierda de la nave, entre las arcadas, se encuentra un púlpito al que se accede a través de una pequeña escalera circular. La iglesia cuenta con imágenes de Nuestra Señora de los Remedios, San Benito y San Antonio. Al coro se accede por una escalera situada en el campanario. En el cuerpo superior hay una gran sala al fondo del edificio que corresponde a la sacristía, pero no se utiliza. A la derecha del campanario hay un patio, con un pequeño portal a nivel de calle y al que se accede por cuatro entradas desde el corredor lateral.